# Бека Бека, Алексис
Алекси́с Аделе́н Бека́ Бека́ (фр. Alexis Adelin Beka Beka; 29 марта 2001, Париж, Франция) — французский футболист, полузащитник клуба «Ла Лувьер».

## Биография
Бека Бека родился в Париже в семье конголезцев. В 4 года он вместе с родителями переехал в Этервиль, где его взяли в академию «Версона», но через год перешёл в академию «Кана».

## Карьера игрока

### Клубная
9 июня 2020 года подписал первый профессиональный контракт с «Каном», который рассчитан на три года.
23 августа 2021 года подписал контракт на 5 лет с московским «Локомотивом». Сумма трансфера составила 6 миллионов евро + 1 миллион евро в виде бонусов.
1 августа 2022 года «Локомотив» сообщил, что согласовал трансфер хавбека за 12 млн евро в клуб «Ницца» + 2 млн евро в качестве бонуса при выполнении различных условий. 7 августа дебютировал за «Ниццу» в матче Лиги 1 против «Тулузы».

### В сборной
Бека Бека выступал за юношеские и молодёжные сборные Франции. Принимал участие на Олимпийских играх в Токио, где в составе сборной Франции не вышел из группы, а сам игрок принял участие во всех трёх играх турнира и не отметился результативными действиями.

### Статистика
| Выступление        | Выступление      | Выступление      | Лига | Лига | Кубки | Кубки | Еврокубки | Еврокубки | Итого | Итого |
| Клуб               | Лига             | Сезон            | Игры | Голы | Игры  | Голы  | Игры      | Голы      | Игры  | Голы  |
| ------------------ | ---------------- | ---------------- | ---- | ---- | ----- | ----- | --------- | --------- | ----- | ----- |
| Кан                | Лига 2           | 2019/20          | 5    | 0    | 1     | 0     | —         | —         | 6     | 0     |
| Кан                | Лига 2           | 2020/21          | 25   | 1    | 2     | 0     | —         | —         | 27    | 1     |
| Кан                | Итого            | Итого            | 30   | 1    | 3     | 0     | —         | —         | 33    | 1     |
| Локомотив (Москва) | Премьер-лига     | 2021/22          | 19   | 0    | 1     | 0     | 6         | 0         | 26    | 0     |
| Локомотив (Москва) | Премьер-лига     | 2022/23          | 2    | 0    | —     | —     | —         | —         | 2     | 0     |
| Локомотив (Москва) | Итого            | Итого            | 21   | 0    | 1     | 0     | 6         | 0         | 28    | 0     |
| Ницца              | Лига 1           | 2022/23          | 14   | 0    | 1     | 0     | 7         | 1         | 22    | 1     |
| Ницца              | Итого            | Итого            | 14   | 0    | 1     | 0     | 7         | 1         | 22    | 1     |
| Всего за карьеру   | Всего за карьеру | Всего за карьеру | 65   | 1    | 5     | 0     | 13        | 1         | 83    | 2     |

1. ↑  В графу «Кубки» входят игры и голы в национальных кубках, кубках лиги и суперкубках.

## Прочее
29 сентября 2023 года угрожал суицидом, находясь на краю виадука Маньян автомагистрали А8 в Ницце.